# Friedrich Kuntze
Friedrich Kuntze, född den 20 april 1881 i Nordhausen, död där den 28 januari 1929, var en tysk filosof.
Kuntze, som var docent i Berlin, utgick i sina teorier från Heinrich Rickert, men tog även intryck från Edmund Husserl. Kuntzes mest betydande verk är en omfattande kritisk framställning av kantianen Salomon Maimons filosofi 1912.